# Secuestro de Barbara Mackle
El secuestro de Barbara Jane Mackle en 1968 fue objeto de un libro autobiográfico que fue la base de dos películas de televisión. 

## De fondo
Barbara Jane Mackle nació en 1948, hija de Robert y Jane Mackle. Tiene un hermano cuatro años mayor. Su padre era un exitoso promotor inmobiliario y cofundador de una importante empresa constructora, Deltona Corporation.

## Eventos
El 17 de diciembre de 1968, Mackle, entonces estudiante en la Universidad Emory de 20 años, se hospedaba en el Rodeway Inn en Decatur, Georgia, Estados Unidos, con su madre. Mackle estaba enferma de la gripe de Hong Kong, que había afectado a mucha de la población estudiantil de Emory; su madre había conducido al área de Atlanta para cuidar a su hija y se alojaban allí antes de conducir de regreso a la casa familiar en Coral Gables, Florida, para las vacaciones de Navidad. El mejor amigo de Barbara, Stewart Hunt Woodward, las visitó esa noche. Horas más tarde, a las cuatro de la madrugada, un extraño, Gary Stephen Krist, llamó a la puerta, alegando estar con la policía y con una gorra de policía, y le dijo a Barbara Mackle que había habido un accidente de tráfico; temiendo que Stewart Hunt Woodward hubiera sufrido el accidente lo dejó pasar (a Woodward, con quien Mackle se casó más tarde, generalmente se lo describe como el novio o prometido de Mackle; pero, en el relato que escribió, ella lo llama "un buen amigo"). 
Una vez dentro, Krist y su cómplice, Ruth Eisemann-Schier, disfrazada con un pasamontañas, le suministraron cloroformo, ataron y amordazaron a la madre de Mackle y forzaron a Barbara Jane Mackle a punta de pistola a subir a la parte trasera de su automóvil que esperaba, informándole que estaba siendo secuestrada. La llevaron a un remoto bosque de pinos en South Berkeley Lake Road, en el condado de Gwinnett, cerca de Duluth, y enterraron a Mackle en una zanja poco profunda dentro de una caja reforzada con fibra de vidrio. La caja estaba equipada con una bomba de aire, una lámpara a batería, agua con sedantes y comida. Dos tubos de plástico proporcionaban a Mackle aire exterior. 
Krist y Eisemann-Schier exigieron un rescate de 500,000 dólares (que con la inflación serían 3,5 millones en dólares en 2018) al padre de Mackle, Robert Mackle, un acaudalado promotor inmobiliario de Florida. El primer intento de rescate fue interrumpido cuando pasaron dos policías en coche patrulla. Los secuestradores huyeron a pie, y el FBI encontró su auto abandonado. Dentro del vehículo, el FBI encontró fotografías de un hombre con sombrero de policía y el registro del auto a nombre de George Deacon. 
El segundo intento de rescate fue exitoso, pero no hubo noticias de los secuestradores. El FBI pudo rastrear a George Deacon hasta la Universidad de Miami, donde se dieron cuenta de que construía cajas ventiladas para ganarse la vida. El jefe de Deacon proporcionó el nombre de Ruth Eisemann-Schier, quien también trabajaba en la universidad, como alguien con quien Deacon pasaba tiempo. Un hombre local en Georgia se puso en contacto con el FBI alegando que acababa de comprarle un pequeño remolque a un hombre y encontró algunos documentos extraños en su interior. El FBI descubrió cartas dirigidas a George Deacon y Gary Krist, un fugitivo de la prisión de California desde 1966, y cuando el FBI comparó las huellas encontradas en el auto con las encontradas en el archivo de Krist, se dieron cuenta de que Deacon era en realidad Krist. El 20 de diciembre, Krist llamó a una operadora de la centralita telefónica del FBI y le dio instrucciones vagas sobre la ubicación de Mackle. El FBI estableció su base en Lawrenceville, la sede del condado de Gwinnett, y más de 100 agentes se dispersaron por el área en un intento de encontrarla, cavando el suelo con sus manos y cualquier cosa que pudieran encontrar. Mackle fue encontrada y rescatada, sufriendo de deshidratación, pero por lo demás ilesa. Había pasado más de tres días enterrada bajo tierra. 
Se le preguntó a Mackle cómo había permanecido tan positiva no solo durante el secuestro, sino después, cuando no mostró efectos negativos de la terrible experiencia. Afirmó que se imaginaba pasando la Navidad con su familia y que nunca dudó que sería rescatada. 

## Detenciones y condenas de los autores
Krist pronto fue arrestado, estaba escondiéndose en un pantano de Florida. Eisemann-Schier fue arrestada 79 días después en Norman, Oklahoma (tiene la distinción de ser la primera mujer de la historia en la lista de los diez más buscados del FBI). Había solicitado trabajo en un hospital, y, como parte de la verificación de antecedentes, se encontró una coincidencia de huellas dactilares. Eisemann-Schier afirmó que dejó Miami porque ella y Krist se separaron después de la entrega del dinero y no pudo regresar al automóvil y pensó que Krist la había abandonado. Fue declarada culpable y sentenciada a siete años de prisión, puesta en libertad condicional después de cumplir cuatro años y deportada a su Honduras natal. 
Krist fue condenado y sentenciado a cadena perpetua en 1969, pero fue puesto en libertad condicional después de 10 años. Recibió un indulto que le permitió asistir a la escuela de medicina. Practicó medicina en Indiana antes de que su licencia fuera revocada en 2003 por mentir sobre una acción disciplinaria recibida durante su residencia. 
En marzo de 2006, Krist fue arrestado en un velero en la costa de Alabama con 14 kilogramos (30,9 lb) de cocaína, por un valor aproximado de 1 millón de dólares, y cuatro extranjeros ilegales o personas indocumentadas. Fue sentenciado a cinco años y cinco meses en prisión y liberado en noviembre de 2010.
El 27 de agosto de 2012, en Mobile, Alabama, la jueza de distrito estadounidense Callie Virginia Granade revocó la liberación supervisada de Krist por violación de su libertad condicional. Había salido del país sin permiso, navegando a Cuba y Sudamérica en su velero. La jueza Granade sentenció a Krist a 40 meses de prisión.

## Libros y películas
Mackle escribió un libro con el periodista del The Miami Herald Gene Miller sobre su experiencia: 83 horas hasta el amanecer, publicado en 1971. La cadena ABC emitió la historia en 1972 como parte de su programa ABC Movie of the Week bajo el título La noche más larga. Sin embargo, debido a un litigio en torno a los derechos de la historia, [cita requerida] la película nunca se emitió de nuevo, [cita requerida] a pesar de que la decisión del tribunal fue revocada más tarde. [cita requerida] El libro se convirtió en una segunda película de televisión, 83 Hours 'Til Dawn, en 1990. Krist también escribió un libro, La vida: el hombre que secuestró a Barbara Jane Mackle, publicado en 1972 ( ISBN 0-7004-0100-8). La película de explotación de 1973 The Candy Snatchers se basa libremente en el secuestro de Mackle.

## Películas de televisión
- La noche más larga (1972)[6]
- 83 horas hasta el amanecer (1990)[7]
- Serie de TV: FBI: Las historias no contadas "Buried Alive" (S1E13) (1991)[8]
- Serie de TV: Un crimen para recordar "Ataúd para Navidad" (S5E4) (2018)[9]